# Rainer Bonhof
Rainer Bonhof (Emmerich am Rhein, 29 de março de 1952) é um ex-futebolista alemão que atuava como meio-de-campo. Possui, no total, 53 partidas pela seleção da Alemanha Ocidental, tendo marcado nove gols.

## Carreira
Bonhof era um meio-campista que fez sucesso no Borussia Mönchengladbach nos anos 70, vencendo títulos da Bundesliga, da Copa da Alemanha e da Copa da UEFA. Ele foi amplamente reconhecido por ter uma das cobranças de falta mais perfeitas, bem como lançamentos longos e precisos. O ex-goleiro do Liverpool, Ray Clemence, disse antes de um jogo em 1977, que ele temia as cobranças de falta de Bonhof. Durante a primavera de 1978, Clemence tomou dois gols de falta de Bonhof em locais quase idênticos no clube e na seleção, respectivamente.
Ele marcou 14 gols em competições na Europa e acumulou 57 gols na primeira divisão da Alemanha Ocidental.
Bonhof tornou-se (na época) o mais jovem Campeão Mundial pela Alemanha em 7 de julho de 1974, após a vitória por 2 a 1 sobre a Holanda no Olympiastadion na Copa do Mundo de 1974. Ele foi um dos melhores jogadores do Campeonato Europeu de 1976, ajudando em quatro dos seis gols da Alemanha Ocidental na semifinal e na final. Ele jogou em todas as partidas da Copa do Mundo de 1978, quando a Alemanha Ocidental foi eliminada na segunda rodada, após uma derrota por 3 a 2 para a Áustria. Ele continuou a desempenhar um papel importante na equipe nacional após sua transferência para o Valencia. Ele desempenhou um papel importante na qualificação para o Campeonato Europeu de 1980 e foi selecionado para o plantel, mas as lesões o impediram de jogar durante o torneio que terminou com o título da Alemanha Ocidental. 
Seu último jogo na Seleção Alemã veio em uma derrota por 4-1 para o Brasil e apesar de uma forte campanha do 1. FC Köln na Bundesliga na temporada 1981-82, ele não foi convocado para retornar à equipe nacional.
De 1980 a 2012, Bonhof foi o único jogador a vencer o Campeonato Europeu por duas vezes, embora não tenha jogado um único jogo nas finais de 1972 ou 1980. Ele agora compartilha o recorde com 12 jogadores da seleção espanhola, que conquistaram em 2008 e 2012.
Sua carreira de jogador foi abruptamente terminada por uma lesão no tornozelo em 1983.

## Pós-Carreira

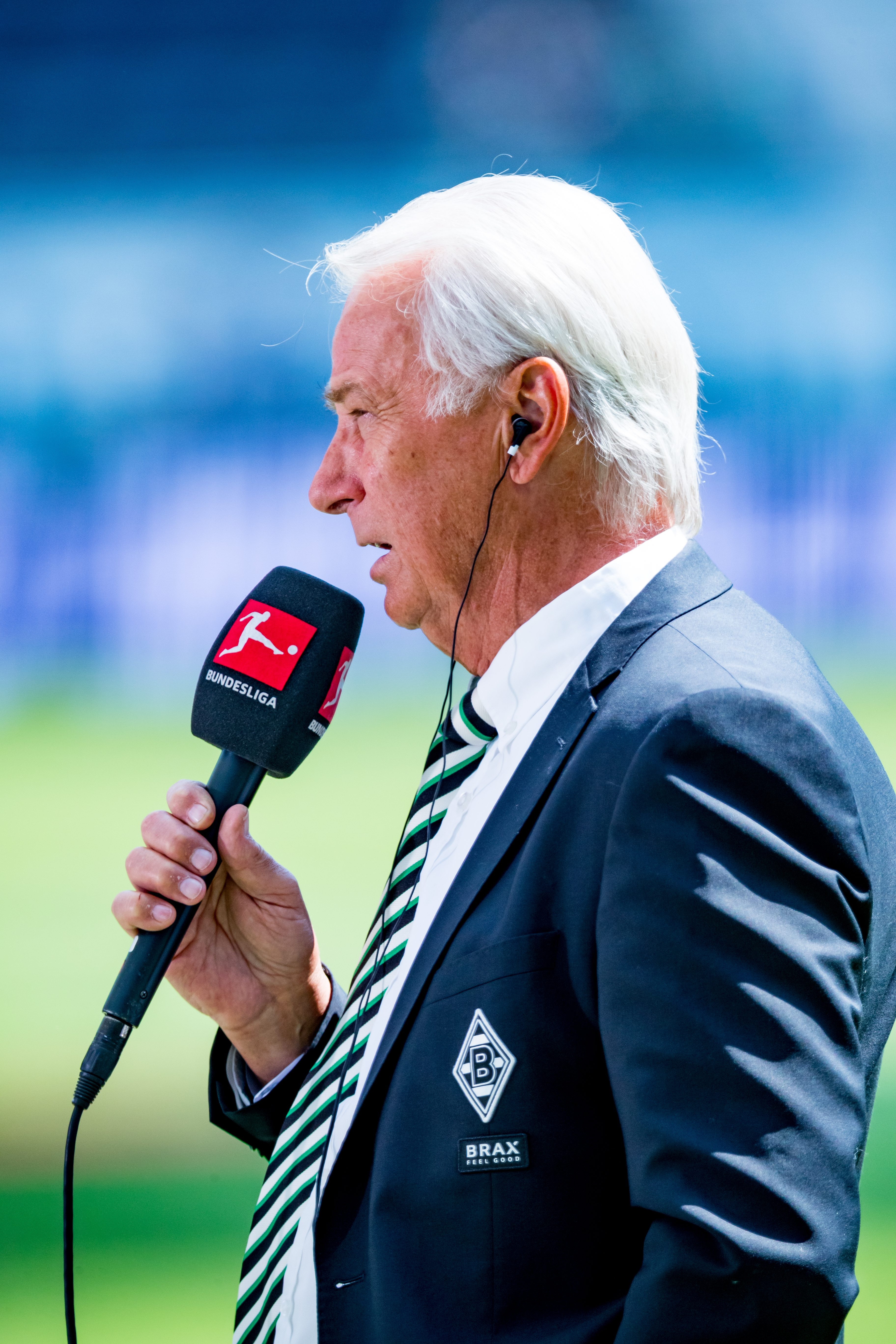
during Fussball Eintracht Frankfurt vs Borussia Mönchengladbach

Bonhof virou treinador depois da aposentaria, ele recebeu sua licença formal em 1988 e treinou várias equipes.
Bonhof foi treinador do Borussia Moenchengladbach no final dos anos 90, mas a equipe foi rebaixada da Bundesliga. Ele foi contratado como técnico da equipe sub-21 da Escócia em 2002, a equipe teve um sucesso inicial com Bonhof, vencendo uma partida eliminatória contra a Alemanha e progredindo para os playoffs de qualificação para o Campeonato Europeu de 2004. A Escócia perdeu nos playoffs em conjunto para a Croácia. Bonhof continuou como técnico da seleção sub-21 na Escócia até novembro de 2005, depois que a equipe entrou em uma série de 14 jogos sem vitória. Durante essa passagem, Bonhof treinou Darren Fletcher e James McFadden.
Em 1 de setembro de 2006, Bonhof assinou um contrato com o Chelsea para se tornar olheiro. O contrato foi um acordo rotativo, permitindo que o Chelsea e o Bonhof o quebrassem a qualquer momento. O negócio entre Chelsea F.C. e Bonhof terminou por causa das altas dívidas do clube. Bonhof deixou o clube de Londres em 31 de outubro de 2008.
Em 11 de fevereiro de 2009, ele foi nomeado como o novo vice-presidente do Borussia Mönchengladbach.

## Títulos
Borussia Mönchengladbach
- Bundesliga: 1970–71, 1974–75, 1975–76 e 1976–77
- Copa da Alemanha: 1972–73
- Copa da UEFA: 1974–75

Valencia
- Copa del Rey: 1978–79
- Taça dos Clubes Vencedores de Taças: 1979–80

Colônia
- Copa da Alemanha: 1982–83

### Internacional
Alemanha
- Copa do Mundo de 1974
- Campeonato Europeu de Futebol de 1972
- Campeonato Europeu de Futebol de 1980